# Bengt Frithiofsson
Bengt Åke Frithiofsson, född 25 augusti 1939 i Landskrona, död 28 september 2024 i Nacka distrikt, Stockholms län, var en svensk journalist, vinkritiker och författare.

## Biografi
Frithiofsson växte upp i Landskrona. Han började arbeta vid varvet som svetsare. Så småningom gick han till sjöss med handelsflottan och åkte bland annat till Norrlandshamnarna, England och amerikanska östkusten. Han började skriva om sina iakttagelser om livet till sjöss för tidskriften Sjömannen. Han hamnade senare i resebranschen och började då umgås med svenska journalister. Efter studier på Fridhems folkhögskola i Svalöv började Frithiofsson sin journalistiska karriär med att bevaka lokala händelser kring Öresund.[källa behövs]
Efter verksamhet på olika svenska dagstidningar bad Gustaf von Platen på Svenska Dagbladet Frithiofsson om att hjälpa till med att utveckla tidningens weekendbilaga, där han bland annat kom att skriva restaurangkritik. Drygt tjugo år senare avslutade han sin anställning på tidningen, för att övergå till TV4:s då nystartade TV-morgonprogram Nyhetsmorgon där han kom att stanna i 25 år. 
Frithiofsson var författare till flera böcker om mat och dryck, exempelvis bokserierna Vägarnas bästa mat och Krogronden, samt böcker som Vin & ölguiden och Gourmet à la carte. Han gav också sitt namn till vinimportören Arvid Nordqvists olika kollektioner av olivolja och vin.
Han fick i två äktenskap tre barn. Yngsta dottern Charlotte är gift med Patrik Carlgren.

## Verklista i urval

### Böcker
- Frithiofsson, Bengt; Frithiofsson Kicki eg. Margaretha (1983). Smaka på Jylland: en gastronomisk rundtur till 22 av de bästa matställena på Jylland : [med kockarnas egna recept]. Malmö: Förlags AB Malmö. Libris 439475Frithiofsson, Bengt; Rydén Sven (1977). Klassiska krogar: [en kulinarisk resa i Sverige]. Stockholm: LiberFörlag. Libris 7258759. ISBN 91-38-03641-X
- Frithiofsson, Bengt; Lindberg Björn (1981). Krögarnas bästa mat. Stockholm: Norstedt. Libris 7153400. ISBN 91-1-814062-9
- Frithiofsson Bengt, red (1981). Krogronden: att äta ute i Stockholm. [1981]. Stockholm: B. Wahlström. Libris 379457. ISBN 91-32-50724-0
- Frithiofsson, Bengt; Lindberg Björn, Schultes Kurt, Kirmair Ernst (1983). Gourmet à la carte. Stockholm: Askild & Kärnekull. Libris 7437458. ISBN 91-582-0292-7
- Frithiofsson, Bengt (1983). Vinblad: en vinguide. Stockholm: Sv. dagbl. Libris 7664135. ISBN 91-7738-028-2
- Frithiofsson, Bengt; Frithiofsson Kicki eg. Margaretha (1985). Vägarnas bästa mat: 140 restauranger från Smygehuk till Riksgränsen. Höganäs: Bra bok. Libris 7664998. ISBN 91-7752-094-7
- Sandberg, Marianne; Frithiofsson Bengt, Engström Gunnel (1985). Weekendmat med vin därtill. Stockholm: Sv. dagbladet. Libris 7664182. ISBN 91-7738-083-5
- Frithiofsson, Bengt; Jansson Leif R., Lovallius Håkan (1987). Drömprovningen: vinvärldens främsta slott genom sju decennier. Stockholm: Svenska dagbladet. Libris 7664232. ISBN 91-7738-140-8
- Mölstad Mikael, Frithiofsson Bengt, red (1989-). En värld av vin: den kompletta vinguiden. [Stockholm]. Libris 2379995

### TV-produktioner
- 2009 – Kändisdjungeln
- 2010 – Halv åtta hos mig
- 2012 – Let's Dance